# Каретников, Иван Владимирович
Иван Владимирович Каретников (род. 4 марта 1942, Волгоград) — советский пловец, мастер спорта СССР международного класса. Специализировался на плавании 200 метров брассом. В плавании на этой дистанции он выиграл серебряную медаль на чемпионате Европы по водным видам спорта 1962 года, и золотую медаль на Универсиаде 1963 года, установил три рекорда Европы между 1962 и 1963 годами. Чемпион СССР 1962—1963 годов, неоднократный призёр чемпионатов СССР. Тренеры — Ю. В. Чуксин и Т. В. Баландина.
В 2010-х годах — член Общественного совета старейшин Всероссийской федерации плавания.